# Авл Вібій Габіт
Авл Ві́бій Габі́т (? — після 8 року н. е.) — політичний діяч Римської імперії, консул-суффект 8 року.

## Життєпис
Походив з роду нобілів Вібіїв. Син Гая Вібія Габіта. Про життя мало відомостей. Прихильник Октавіана Августа. У 8 році став консулом-суффектом разом з Луцієм Апронієм. Ймовірно брав участь у придушенні Паноннійського повстання. У 16-17 роках був проконсулом римської провінції Африка. Подальша доля невідома.